# Igino Gilbert de Winckels
Igino Gilbert de Winckels (Ascoli Piceno, 4 agosto 1876 – Verona, 20 febbraio 1970) è stato un generale e aviatore italiano, veterano della guerra italo-turca, durante la prima guerra mondiale ricoprì il ruolo di addetto presso il Comando del Corpo Interalleato che operava in Grecia, e comandante dell'aeronautica della 1ª Armata. Dopo la fine delle ostilità fu Addetto militare presso l'Ambasciata d'Italia a Sofia, in Bulgaria, e membro della Commissione Militare Interalleata di Controllo in Germania, come presidente di Distretto a Stoccarda. Decorato con la Croce di Cavaliere dell'Ordine militare di Savoia, di una Medaglia di bronzo al valor militare, e delle onorificenze di Commendatore dell'Ordine della Corona d'Italia e di Ufficiale dell'Ordine dei Santi Maurizio e Lazzaro.

## Biografia
Nacque ad Ascoli Piceno il 4 agosto 1876 figlio di Angelo, di professione ingegnere statale, e di Maria Tanara. Arruolatosi nel Regio Esercito iniziò a frequentare la Regia Accademia Militare di Artiglieria e genio di Torino, dalla quale uscì nel 1897 con il grado di sottotenente, assegnato all'arma di artiglieria. Dopo aver frequentato la Scuola d'applicazione d'artiglieria e genio il 1 settembre 1899 fu promosso tenente.
Tra il 1903 e il 1906 fu allievo della Scuola di guerra. Torino, e terminato il Corso di Stato maggiore a Roma, si trasferì a Verona presso il locale Comando di Divisione. Divenuto capitano fu assegnato in servizio al 20º Reggimento artiglieria da campagna di Padova. 
Nel 1911 frequentò il Secondo Corso Piloti Aviatori ad Aviano ed in cinque lezioni il 7 ottobre ottenne il brevetto di pilota n. 65 su velivolo Farman. Assegnato alla 1ª Flottiglia Aeroplani, formata da cinque piloti con di brevetto superiore e altri sei di riserva dotati di brevetto semplice, con la quale il 12 ottobre si imbarcò sul piroscafo Enrichetta per raggiungere la Tripolitania e combattere nella guerra italo-turca. Il 16 dicembre rientrò in Italia per trasferirsi subito in Gran Bretagna, dove doveva ritirare un nuovo velivolo monoplano biposto di produzione Bristol dotato di propulsore Anzani da 30 hp. Durante il secondo volo su tale aereo decollò dal campo di aviazione di Amesbury, vicino a Salisbury, ma perse l'orientamento a causa della nebbia e dovette effettuare un atterraggio fuori campo, rimanendo gravemente ferito.  Rientrato in Patria dopo una lunga convalescenza riprese servizio nell'estate 1912 assegnato al Ministero della guerra come aiutante del colonnello Maurizio Mario Moris. Ripreso il brevetto di pilota a Pordenone, ritornò in Libia nel novembre 1913 con l'incarico di organizzare un servizio di collegamento e rifornimento aereo tra Tripoli e la Colonna Miani operante nel Fezzan. Rientrato in Italia nel 1914, partì subito dopo per la Bulgaria, nominato Addetto militare presso l'Ambasciata d'Italia a Sofia, dove rimase fino allo scoppio delle ostilità tra il Regno d'Italia (1861-1946) e il Regno di Bulgaria. 
L'11 novembre 1915 fu nominato Cavaliere dell'Ordine della Corona d'Italia. 
Prese quindi servizio a Salonicco, assegnato al comando del Corpo Interalleato che operava in Grecia, ma rimase ferito in Macedonia da alcune schegge di granata e venne rimpatriato.
Promosso tenente colonnello, il 7 dicembre 1916 divenne Aiutante onorario di S.M. Re Vittorio Emanuele III.
Promosso successivamente colonnello, il 1 maggio 1918 assunse il comando dell'aeronautica assegnata alla 1ª Armata, ricoprendolo fino 1 febbraio 1919  ritornando poi a Sofia come Addetto militare, al fine di ristabilire i rapporti diplomatici interrotti dal conflitto. 
Il 3 marzo 1921 ricevette il titolo di Commendatore dell'Ordine della Corona d'Italia,  e tre mesi dopo fu assegnato in servizio presso la Commissione Militare Interalleata di Controllo in Germania, come presidente di Distretto a Stoccarda, dove rimase quattro anni. Con Regio Decreto del 7 giugno 1923 fu insignito della Croce di Cavaliere dell'Ordine militare di Savoia. 
Assunse successivamente il comando del 4° e poi del 20º Reggimento artiglieria da campagna, ma nel 1927, in conseguenza delle ferite riportate in precedenza, chiese la massa in aspettativa temporanea e, nel 1928, la collocazione in posizione ausiliaria. Negli anni successivi fu membro della Società Letteraria di Verona con il ruolo di revisore di biblioteca dal 1927 al 1928, risiedendo a Marcemigo, frazione di Tregnago, fino al 28 maggio 1935, quando si trasferì definitivamente a Verona in vicolo San Lorenzo, 6. Il 14 gennaio 1937 fu definitivamente collocato in congedo assoluto con il grado di generale di brigata, ed insignito dell'onorificenza di Ufficiale dell'Ordine dei Santi Maurizio e Lazzaro. Si spense a Verona il 20 febbraio 1970.

### Annotazioni
1. ↑  Nel 1883 la coppia ebbe anche un'altra figlia, Maria Artemia.
2. ↑  Finì anche agli arresti per essere decollato prima di averne avuto l’autorizzazione.

### Fonti
1. 1 2 3 4 5 6 7  Mancini 1936, p. 303.
2. 1 2 3 4 5 6 7 8 9 10 11 12  Racconti di Storia.
3. ↑  Gazzetta Ufficiale del Regno d’Italia n. 202 di mercoledì 30 agosto 1899, p. 3263.
4. ↑  Serrano Villard 2002, p. 259.
5. ↑  Articolo pubblicato in La stampa sportiva, n. 9 (1912), p. 5.
6. ↑  Gazzetta Ufficiale del Regno d’Italia n. 85 del 11 aprile 1917, p. 1801.
7. ↑   Bollettino ufficiale delle nomine, promozioni e destinazioni negli ufficiali e sottufficiali del R. esercito italiano e nel personale dell'amministrazione militare, 1916,  p. 5849. URL consultato il 7 marzo 2020.
8. ↑  Di Martino 2011, p. 400.
9. ↑  Gazzetta Ufficiale del Regno d'Italia, anno LXV n. 21 di venerdì 25 gennaio 1924, p. 419.
10. ↑   Bollettino ufficiale delle nomine, promozioni e destinazioni negli ufficiali e sottufficiali del R. esercito italiano e nel personale dell'amministrazione militare, 1921,  p. 2245. URL consultato il 7 marzo 2020.
11. ↑   Bollettino ufficiale delle nomine, promozioni e destinazioni negli ufficiali e sottufficiali del R. esercito italiano e nel personale dell'amministrazione militare, 1925,  p. 1153. URL consultato il 7 marzo 2020.
12. ↑   Bollettino ufficiale delle nomine, promozioni e destinazioni negli ufficiali e sottufficiali del R. esercito italiano e nel personale dell'amministrazione militare, 1926,  p. 3107. URL consultato il 7 marzo 2020.
13. ↑  Supplemento ordinario alla Gazzetta Ufficiale del Regno d'Italia, n. 221 del 22 settembre 1937, p. 17.
14. ↑  Ufficio Storico dell'Aeronautica Militare 1969, p. 101.
15. ↑  Sito web del Quirinale: dettaglio decorato.
16. ↑  Supplemento Ordinario alla Gazzetta Ufficiale del Regno d'Italia n.231 del 22 settembre 1937, pag.17.